# PrimoPDF
PrimoPDF, è un software freeware per piattaforma Windows che consente di generare file in formato PDF o PostScript da qualsiasi documento, reindirizzando una porta speciale in Windows. Lavora come una stampante virtuale partendo da più di 300 tipi diversi di file. Non si presenta all'utente con messaggi pubblicitari. 
PrimoPDF è sviluppato dalla stessa impresa che sviluppa il software commerciale Nitro PDF.
PrimoPDF richiede le librerie Microsoft .NET Framework 2.0. Quando il programma è avviato si collega con www.primopdf.com ogni volta che stampa. Questo può essere bloccato da un firewall, o mediante disabilitazione degli aggiornamenti automatici all'interno dei settaggi del programma. Usa il file di conversione in formato Ghostscript e la "Redirected Port" di RedMon come stampante virtuale.

## Funzioni
Secondo la propria documentazione, PrimoPDF ha le seguenti caratteristiche:
- Creazione coerente del PDF. Usa la creazione di profili di PrimoPDF per produrre lo stesso tipo di file PDF ogni volta. Profili comprendono Screen (schermate), Ebook, Stampa, prestampa e Custom (personalizzazioni).[3]
- Accoda i file PDF. Combina assieme ogni file appena creato il PDF in un unico PDF.
- PDF sicuro. Protegge e crittografa le proprie informazioni con una forte protezione basata su password PDF.
- PDF metadata. Imposta i campi proprietà informazioni del documento, -- compresi autore, titolo, soggetto, e le parole chiave per indicizzare i file PDF rendendo più facile la ricerca.
- Versioni PDF. Crea differenti versioni di formato file PDF: 1.2, 1.3, 1.4, e 1.5

La lingua per ora è solo in inglese.
Quando il programma viene installato nel computer compare assumendo l'icona di una stampante, sia tra le stampanti installate, sia nel menu di stampa documenti.
Selezionandolo in fase di stampa non si ottiene fisicamente una stampa ma un file in formato PDF/PS che può essere salvato come un qualsiasi altro file nella cartella che si sceglie.

## Software basato su Ghostscript
- PDFCreator
- RedMon